# اللقيمي
اللقيمي صنف محلي من جريش القمح الصلب في نجد وخصوصاً في القصيم في السعودية. والجريش نوع من أنواع القمح القاسي والذي يزال منها القشر لتبقى الحبات التي تطحن طحناً خشناً. 